# VOX

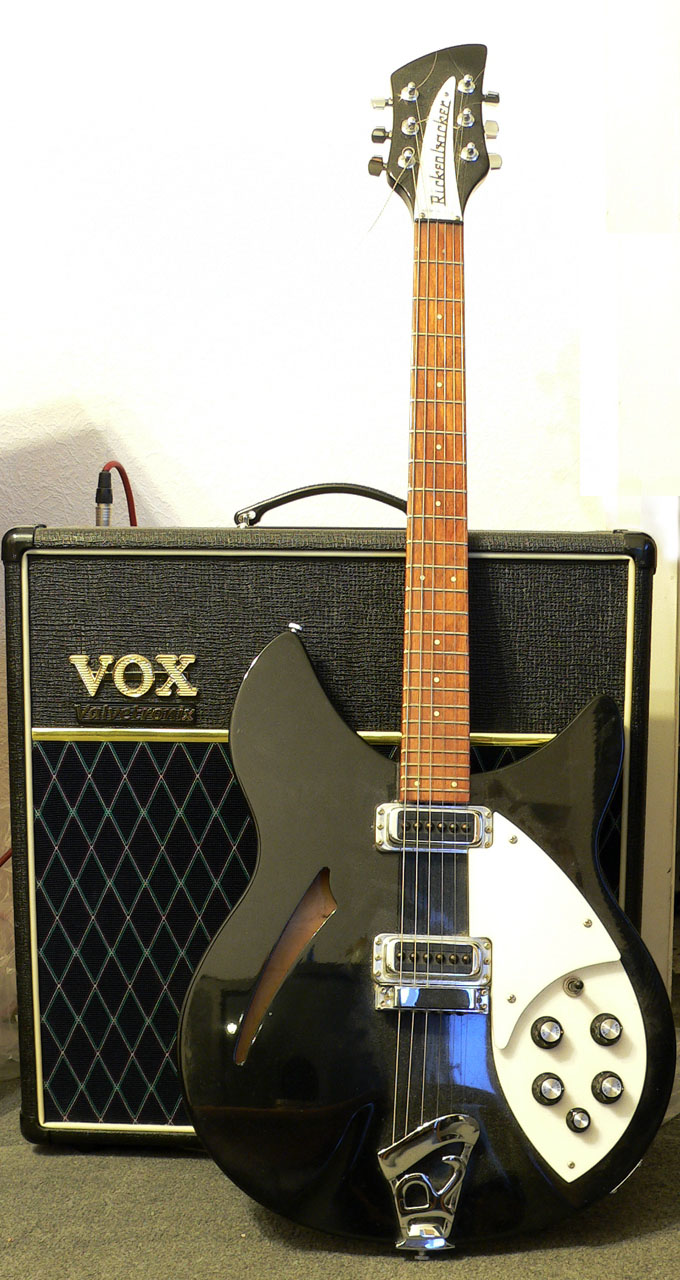
VOX Valvetronix AD60VT. Gitarren i förgrunden är en Rickenbacker 330 JG.

Vox (stiliserat VOX, formellt Vox Amplification, Ltd.) är en brittisk tillverkare av musikinstrument med tillbehör och är kanske mest kända för sin klassiska gitarrförstärkare Vox AC30. Bland övriga produkter märks elorgeln Vox Continental, diverse effektpedaler samt en serie elgitarrer och elbasar vilka har betraktats som innovativa men haft begränsade kommersiella framgångar.

## Historia
Vox startades av Tom Jennings som "Jennings Organ Company" efter andra världskriget och bytte senare namn till "Jennings Musical Instruments".
Företaget köptes upp av Marshall på 1960-talet och har bytt ägare några gånger sedan dess. Sedan 1992 ägs Vox av Korg.